# پرچم گدزدن

پرچم گدزدن (به انگلیسی: Gadsden flag) پرچمی است که ژنرال کریستوفر گدزدن در سال ۱۷۷۵ طراحی کرد. این پرچم در تاریخ آمریکا علیه سلطه گری بریتانیا مورد استفاده قرار گرفته است.

## پیشینه
این پرچم توسط ژنرال کریستوفر گدزدن ابداع گردید، اما مفهوم و سمبلیسم پرچم کار یکی از بنیانگذاران مشهور آمریکا بنام بنجامین فرانکلین است. وی در ۱۷۵۱ در نشریه پنسیلوانیا گازت (به انگلیسی: Pennsylvania Gazzette) اشاره بدین مفهوم کرد. پرچم یک مار زنگی پشت الماسی شرقی را نشان می‌دهد که برای حمله خیز برداشته. فرانکلین در نشریه فوق (به تمسخر) پیشنهاد کرد که از آنجایی که سیاست بریتانیا مبنی بر ارسال تبهکاران به آمریکا است، آمریکاییان نیز در ازا برای تشکر، مار زنگی پشت الماسی شرقی به انگلیس بفرستد. مار زنگی نامبرده، بومی جنگلهای کوههای آپالیشین است.
با گذشت زمان، و با بالا گرفتن شدت انقلاب آمریکا، این پرچم مبدل به سمبل مقاومت آمریکاییان (مار) در برابر قدرت نظامی استعمارگران بریتانیا (اژدها) گردید. تا جاییکه بنیامین فرانکلین در سال ۱۷۷۵ در نشریه پنسیلوانیا ژورنال (به انگلیسی: Pennsylvania Journal) این مار را سمبل روحیه استقلال طلبی و مجاهدت آمریکاییان دانست:
بنگرید که چگونه این جانور بدون پلک است و چشمان همیشه بازی دارد، که این خود نشانه هوشیاری اوست. هرگز حمله‌ای را آغاز نمی‌کند، و وقتی مورد حمله قرار بگیرد، هرگز تسلیم هم نمی‌شود. که این هم نشانه جلال و شهامتش است. سلاحش که خداوند بر او ارزانی داشته در دهانش مخفیست، و لذا از چشم دشمنانش غایب است. جانوریست که در نگاه اول ترسو و بیدفاع می نماید، اما با همین سلاح کوچکش حریف خود را از پای در می‌آورد. با اینحال، مار بر این امر واقف بوده، و قبل از حمله خود، حتی بر دشمنانش، بمنظور هشدار اخطار می‌دهد (توسط «زنگ» دم خود). با هشدارش، دشمنش را از پای گذاردن بر او و لگدمال کردن او بر حذر می‌دارد. آیا من در اشتباهم که چنین تصویری را در روحیه و خصلت آمریکاییان می‌بینم؟
از همین روست که پایین پرچم، هشدار «بر روی من پا نگذارید» (به انگلیسی: Don't tread on me) دیده می‌شود.

## در فرهنگ آمریکا

نشان این پرچم بعده‌ها نیز مورد استفاده نیروی دریایی آمریکا نیز قرار گرفت.

آلبوم سال ۱۹۹۱ گروه متالیکا آهنگی با همین نام (Don't tread on me) دارد، و یک مار زنگی نیز (با حالت خیزش مار بر روی پرچم گدزدن) بر روی جلد همین آلبوم دیده می‌شود. در شعر آهنگ آمده:
مرگ یا آزادی، چیزیست که با افتخار آن را گرامی میداریم، گر تحریکش کنی، با دم خود بر شما هشدار می‌دهد، هرگز جنگی را آغاز نمی‌کند، اما وقتی مورد حمله قرار گرفت، نیشهای خشم خود را نمایان می‌سازد و هرگز هم تسلیم نمی‌شود.
که ارجاع مستقیم به نوشته بنیامین فرانکلین دارد. به همین خاطر این اثر متالیکا، توسط بسیاری از منتقدان یک آهنگ میهن پرستانه معرفی شده است.